# Straßenradsport-Weltmeisterschaften 2020
Die Straßenradsport-Weltmeisterschaften 2020 fanden vom 24. bis 27. September im italienischen Imola und der umgebenden Region Emilia-Romagna statt.

## Austragung in Imola

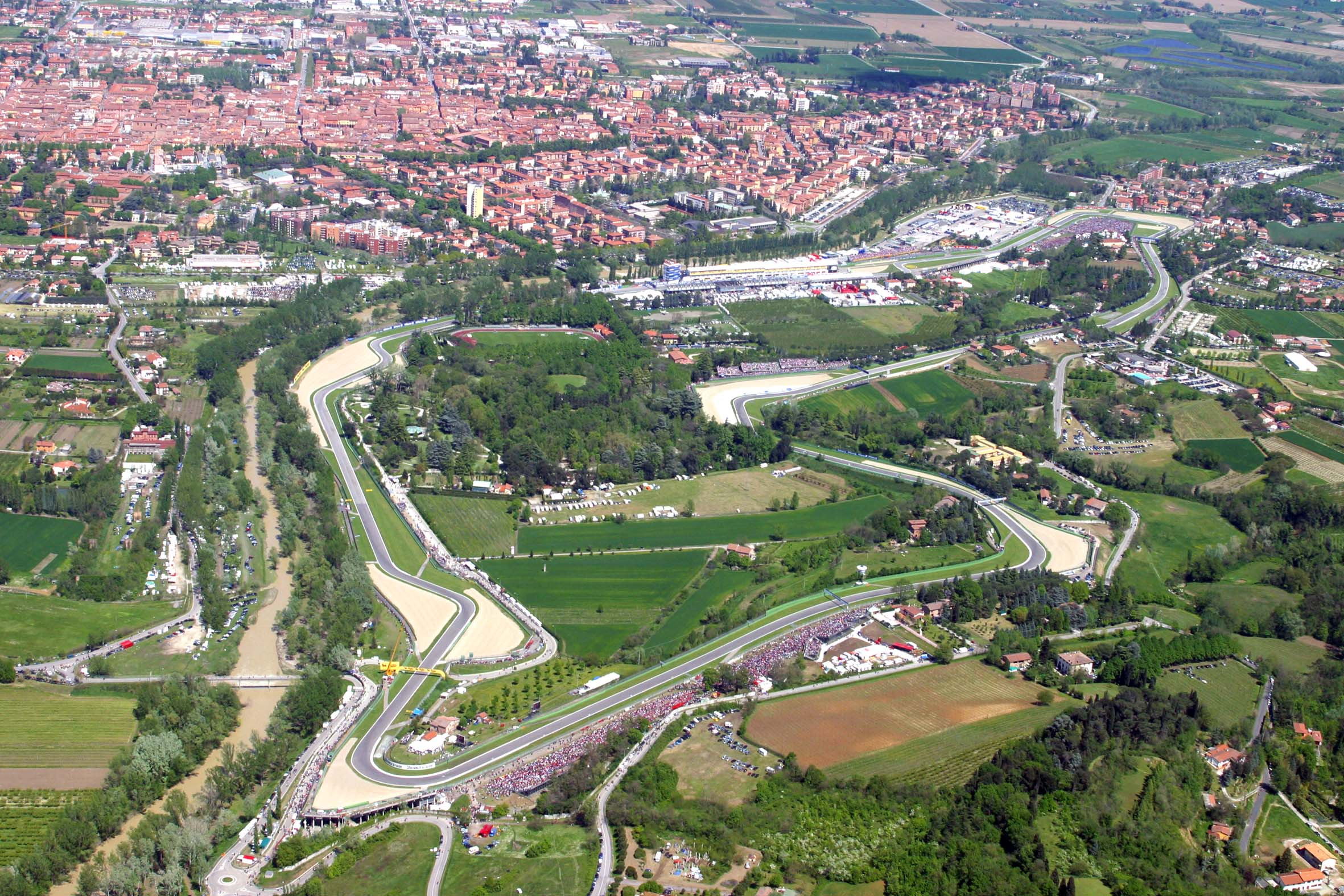
Das Autodromo Enzo e Dino Ferrari

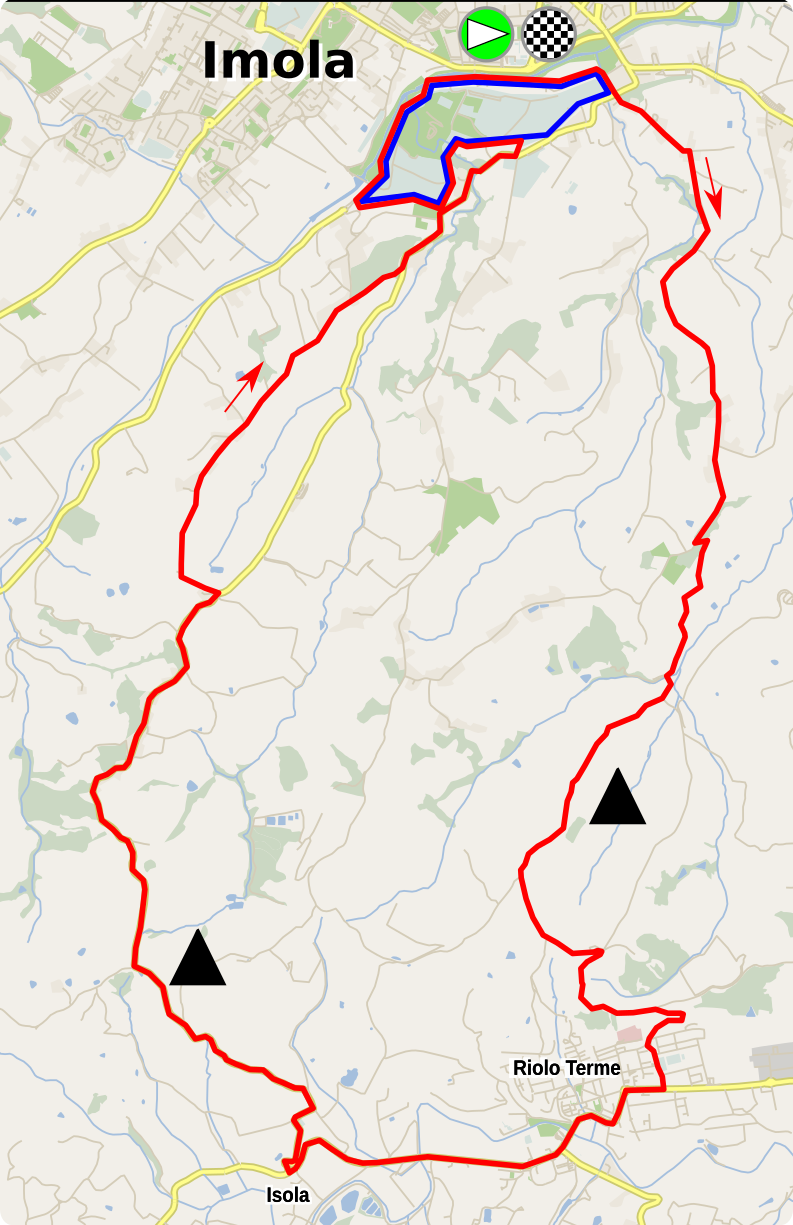
Strecke der Straßenrennen

Wegen der COVID-19-Pandemie wurden nur die Straßenrennen und die Einzelzeitfahren für Frauen und Männer der Elite ausgetragen. Die Mehrheit der Spitzensportler in diesen Kategorien befanden sich bereits in Europa, während viele Fahrerinnen und Fahrer der Kategorien Junioren und U23 aufgrund von Reisebeschränkungen nicht anreisen konnten. Die Mixed-Staffel wurde ebenfalls nicht ausgetragen.
Start und Ziel aller Veranstaltungen befanden sich auf dem Autodromo Enzo e Dino Ferrari von Imola, von dort aus fuhren die Sportlerinnen und Sportler Runden durch die Umgebung. Das Straßenrennen der Männer war 258,2 Kilometer lang mit 5000 Höhenmetern; für die Frauen ging es über 144 Kilometer und 2750 Höhenmeter. Es wurde auf einer 28,8 Kilometer langen Runde mit zwei schweren Anstiegen gefahren. Die beiden Berge sind jeweils drei Kilometer lang und durchschnittlich zehn beziehungsweise 14 Prozent steil. Die Zeitfahren waren hingegen ziemlich flach und die Strecke mit 32 Kilometer und 200 Höhenmeter für Männer und Frauen identisch, ein Novum.
Das Autodromo war bereits mehrfach Schauplatz von Etappenankünften des Giro d’Italia.

## Vorgeschichte
Ursprünglich war die Austragung im italienischen Vicenza geplant, wo aber die Finanzierung nicht gesichert werden konnte. Daraufhin sollten sie vom 20. bis 27. September 2020 in den Schweizer Orten Aigle und Martigny stattfinden. In Aigle befindet sich die Zentrale des Weltradsportverbandes UCI.
Am 12. August des Jahres wurden die Welttitelkämpfe aufgrund der Verlängerung der Bestimmungen durch den Schweizer Bundesrat für Massenveranstaltungen bis Ende September durch die COVID-19-Pandemie in der Schweiz abgesagt. Diese Weltmeisterschaften sollten die elften Straßen-Weltmeisterschaften in der Schweiz werden, allerdings wären sie erstmals im französischsprachigen Teil des Landes ausgetragen worden. Die Wettbewerbe wären vorrangig im Rhonetal durchgeführt worden.
Als Ersatz für Aigle meldeten sich die Region Toskana sowie Imola und laut Medienberichten auch die niederländische Provinz Drenthe als Veranstalter. Der französische Radsportverband FFC teilte Ende August mit, dass er mit dem Département Haute-Saône in der Region Bourgogne-Franche-Comté an einem Plan für die Ausrichtung der WM an der Planche des Belles Filles arbeite. Am 2. September 2020 fiel die Entscheidung des Weltradsportverbandes zugunsten von Imola.

## Zeitplan
| Datum                     | Zeit             | Klasse           | Distanz (km)     | Runden           | Höhenmeter       | Start–Ziel        | Weltmeister(in) 2020 | Weltmeister(in) 2019 |
| Einzelzeitfahren          | Einzelzeitfahren | Einzelzeitfahren | Einzelzeitfahren | Einzelzeitfahren | Einzelzeitfahren | Einzelzeitfahren  | Einzelzeitfahren     | Einzelzeitfahren     |
| ------------------------- | ---------------- | ---------------- | ---------------- | ---------------- | ---------------- | ----------------- | -------------------- | -------------------- |
| Donnerstag, 24. September | 14:30            | Elite Frauen     | 31,7             |                  |                  | Autodromo Ferrari | Anna van der Breggen | Chloé Dygert         |
| Freitag, 25. September    | 14:30            | Elite Männer     | 31,7             |                  |                  | Autodromo Ferrari | Filippo Ganna        | Rohan Dennis         |
| Straßenrennen             |                  |                  |                  |                  |                  |                   |                      |                      |
| Samstag, 26. September    | 12:35            | Elite Frauen     | 143,0            | 5 × 28,8 km      | 2800 m           | Autodromo Ferrari | Anna van der Breggen | Annemiek van Vleuten |
| Sonntag, 27. September    | 09:45            | Elite Männer     | 258,2            | 9 × 25,8 km      | 5000 m           | Autodromo Ferrari | Julian Alaphilippe   | Mads Pedersen        |

## Resultate

### Frauen Elite

#### Einzelzeitfahren
| Platz | Athletin                 | Land | Zeit (min)             | Abstand (min) |
| ----- | ------------------------ | ---- | ---------------------- | ------------- |
| 1     | Anna van der Breggen     | NED  | 40:20,14 (47,157 km/h) |               |
| 2     | Marlen Reusser           | SUI  | 40:35,72               | + 0:15,58     |
| 3     | Ellen van Dijk           | NED  | 40:51,60               | + 0:31,46     |
| 4     | Lisa Brennauer           | GER  | 41:05,20               | + 0:45,06     |
| 5     | Grace Brown              | AUS  | 41:21,34               | + 1:01,20     |
| 6     | Amber Neben              | USA  | 41:40,46               | + 1:20,32     |
| 7     | Emma Norsgaard Jørgensen | NOR  | 41:42,26               | + 1:22,12     |
| 8     | Mieke Kröger             | GER  | 41:51,24               | + 1:31,10     |
| 9     | Lauren Stephens          | USA  | 42:03,17               | + 1:43,03     |
| 10    | Vittoria Bussi           | ITA  | 42:06,76               | + 1:46,62     |
|       |                          | …    |                        |               |
| 18    | Anna Kiesenhofer         | AUT  | 42:50,81               | + 2:30,67     |
| 28    | Claire Faber             | LUX  | 44:05,90               | + 3:45,76     |

Streckenlänge: 31,7 Kilometer

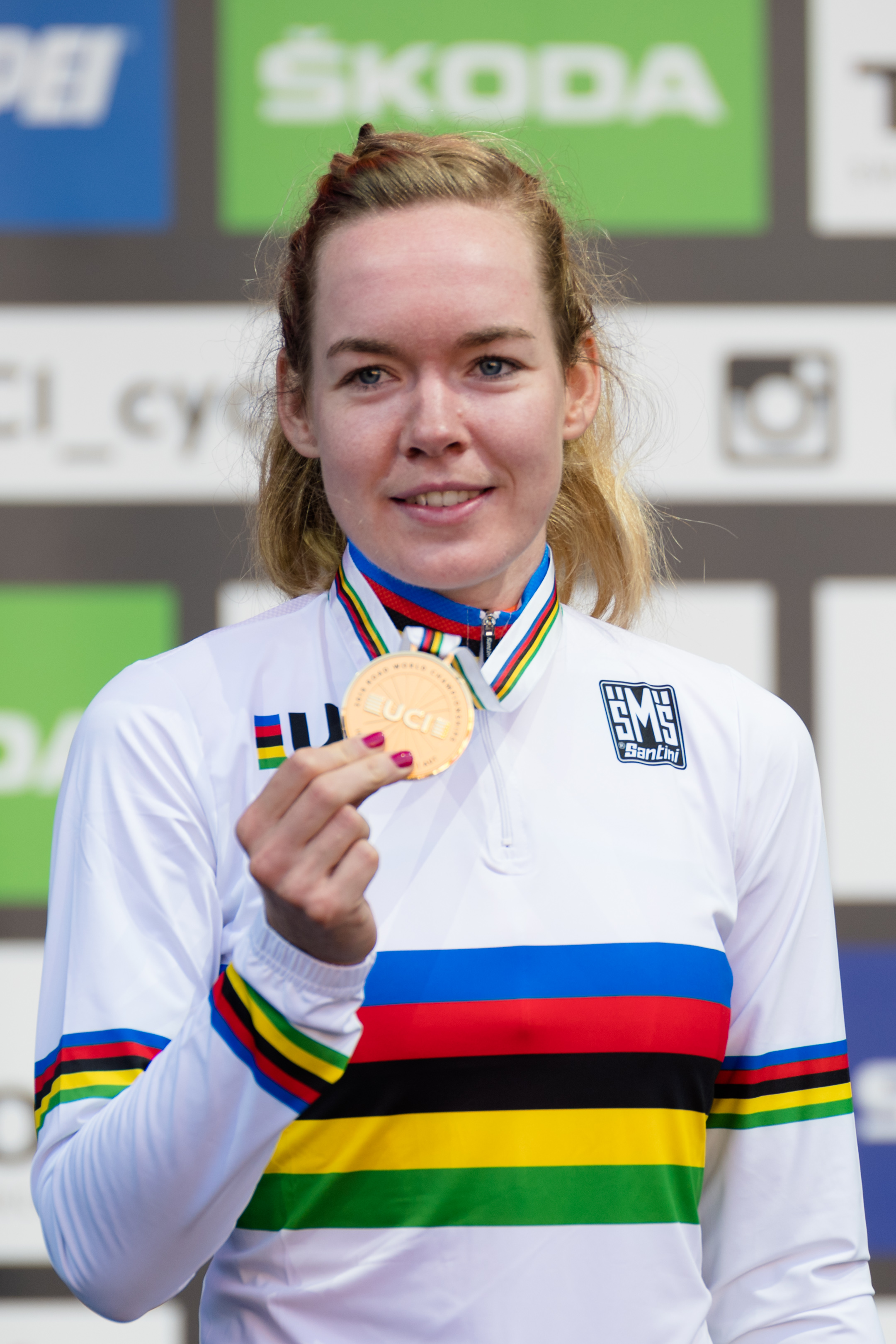
Anna van der Breggen (hier bei der WM 2018) wurde in Imola Doppel-Weltmeisterin

Die Titelverteidigerin Chloé Dygert schied durch einen Sturz aus. Vermutlich aufgrund eines Vorderradschadens stürzte sie über eine Leitplanke eine Böschung hinab. Zu diesem Zeitpunkt führte Dygert vor der späteren Weltmeisterin Anna van der Breggen.
Es starteten 51 Fahrerinnen, von denen 49 ins Ziel kamen. Die usbekische Meisterin Olga Sabelinskaja gab das Rennen auf.

#### Straßenrennen
| Platz | Athletin              | Land | Zeit                   |
| ----- | --------------------- | ---- | ---------------------- |
| 1     | Anna van der Breggen  | NED  | 4:09:57 (34,327) km/h) |
| 2     | Annemiek van Vleuten  | NED  | + 1:20                 |
| 3     | Elisa Longo Borghini  | ITA  | gl. Zeit               |
| 4     | Marianne Vos          | NED  | + 2:01                 |
| 5     | Liane Lippert         | GER  | gl. Zeit               |
| 6     | Elizabeth Deignan     | GBR  | gl. Zeit               |
| 7     | Katarzyna Niewiadoma  | POL  | gl. Zeit               |
| 8     | Cecilie Uttrup Ludwig | DEN  | + 2:41                 |
| 9     | Lisa Brennauer        | GER  | + 3:08                 |
| 10    | Marlen Reusser        | SUI  | gl. Zeit               |
|       |                       | …    |                        |
| 44    | Anna Kiesenhofer      | AUT  | + 11:53                |
| 58    | Elise Chabbey         | SUI  | + 14:01                |
| 62    | Christine Majerus     | LUX  | gl. Zeit               |
| 73    | Melanie Maurer        | SUI  | + 15:53                |
| 75    | Franziska Koch        | GER  | + 20:08                |
| 86    | Sarah Rijkes          | AUT  | + 23:42                |
| 87    | Noemi Rüegg           | SUI  | gl. Zeit               |
| 99    | Mieke Kröger          | GER  | + 27:47                |
| 101   | Kathrin Hammes        | GER  | gl. Zeit               |

Streckenlänge: 143 Kilometer

Die Niederländerin Anna van der Breggen wurde Weltmeisterin nach einem Solo von 41 Kilometern. Zweite wurde ihre Landsfrau, die durch einen Handgelenkbruch gehandicapte Titelverteidigerin Annemiek van Vleuten vor der Italienerin Elisa Longo Borghini. van Vleuten und Longo Borghini konnten sich in der letzten Runde aus dem Verfolgerfeld absetzen. Hinter ihnen setzte sich eine weitere Gruppe ab, deren Sprint mit Marianne Vos eine weitere Niederländerin vor der Deutschen Liane Lippert gewann.
Es gingen 143 Fahrerinnen aus 41 Nationen an den Start, von denen 38 das Rennen aufgaben, darunter die Deutschen Romy Kasper, Trixi Worrack und die Österreicherin Angelika Tazreiter.

### Männer Elite

#### Einzelzeitfahren
| Platz | Athlet             | Land | Zeit (h)               | Abstand (min) |
| ----- | ------------------ | ---- | ---------------------- | ------------- |
| 1     | Filippo Ganna      | ITA  | 35:54,10 (52,978 km/h) |               |
| 2     | Wout van Aert      | BEL  | 36:20,82               | + 0:26,72     |
| 3     | Stefan Küng        | SUI  | 36:23,90               | + 0:29,80     |
| 4     | Geraint Thomas     | GBR  | 36:31,12               | + 0:37,02     |
| 5     | Rohan Dennis       | AUS  | 36:33,86               | + 0:39,76     |
| 6     | Kasper Asgreen     | DEN  | 36:41,23               | + 0:47,13     |
| 7     | Rémi Cavagna       | FRA  | 36:42,45               | + 0:48,35     |
| 8     | Victor Campenaerts | BEL  | 36:46.91               | + 0:52,81     |
| 9     | Alex Dowsett       | GBR  | 37:00,48               | + 1:06,38     |
| 10    | Tom Dumoulin       | NED  | 37:08,16               | + 1:14,06     |
|       |                    | …    |                        |               |
| 16    | Jasha Sütterlin    | GER  | 37:32,10               | + 1:38,00     |
| 19    | Max Walscheid      | GER  | 37:51,01               | + 1:56,91     |
| 27    | Matthias Brändle   | AUT  | 38:28,51               | + 2:34,41     |
| 46    | Felix Ritzinger    | AUT  | 40:20,45               | + 4:26,35     |

Streckenlänge: 31,7 Kilometer

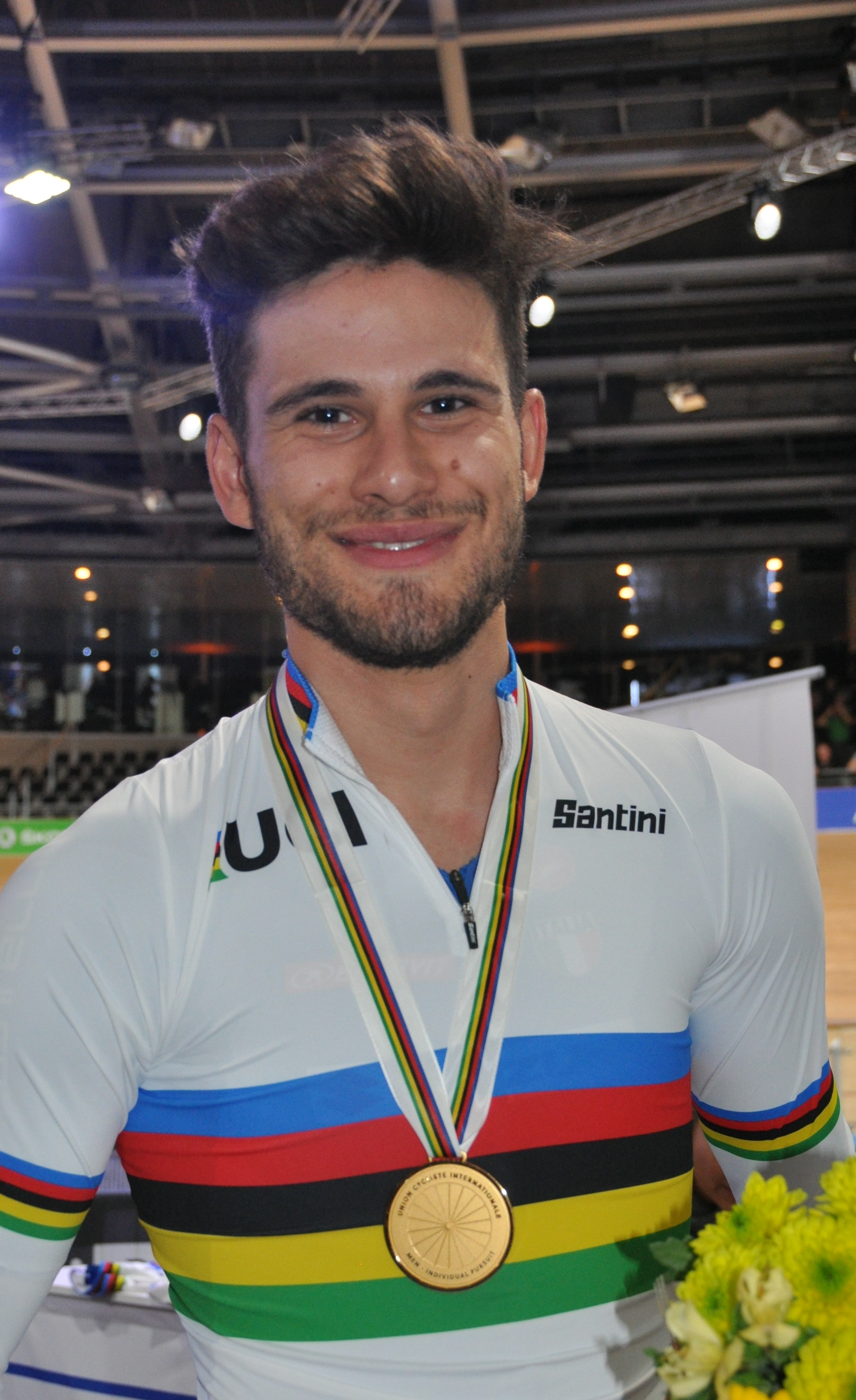
Filippo Ganna (hier bei der Bahn-WM 2020 als Weltmeister in der Einerverfolgung)

Zeitfahrweltmeister auf der Straße wurde der viermalige Bahnweltmeister in der Einerverfolgung Filippo Ganna. Es gingen 56 Fahrer aus 38 Nationen an den Start.

#### Straßenrennen
| Platz | Athlet                | Land | Zeit                    |
| ----- | --------------------- | ---- | ----------------------- |
| 1     | Julian Alaphilippe    | FRA  | 6:38:34 h (38,869 km/h) |
| 2     | Wout van Aert         | BEL  | + 0:24                  |
| 3     | Marc Hirschi          | SUI  | gl. Zeit                |
| 4     | Michał Kwiatkowski    | POL  | gl. Zeit                |
| 5     | Jakob Fuglsang        | DEN  | gl. Zeit                |
| 6     | Primož Roglič         | SLO  | gl. Zeit                |
| 7     | Michael Matthews      | AUS  | + 0:53                  |
| 8     | Alejandro Valverde    | ESP  | gl. Zeit                |
| 9     | Maximilian Schachmann | GER  | gl. Zeit                |
| 10    | Damiano Caruso        | ITA  | gl. Zeit                |
|       |                       | …    |                         |
| 17    | Simon Geschke         | GER  | + 1:34                  |
| 46    | Enrico Gasparotto     | SUI  | + 10:32                 |
| 54    | Sebastian Schönberger | AUT  | + 15:25                 |
| 55    | Georg Zimmermann      | GER  | gl. Zeit                |
| 63    | Nico Denz             | GER  | + 21:59                 |
| 66    | Paul Martens          | GER  | gl. Zeit                |

Streckenlänge: 258,2 Kilometer

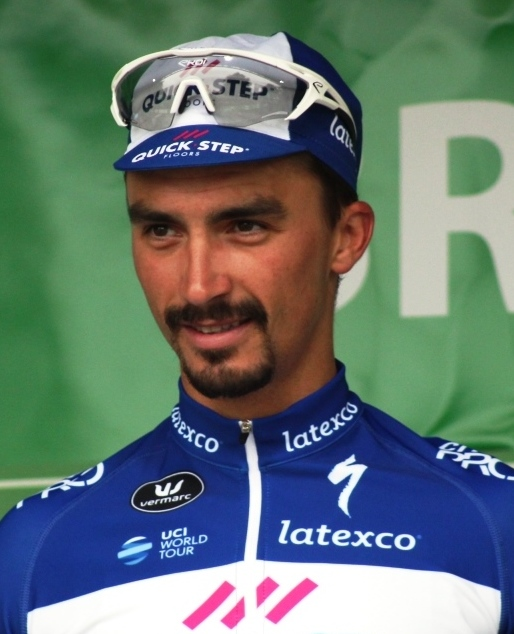
Straßenweltmeister 2020: Julian Alaphilippe (hier 2018)

Nachdem am letzten Anstieg Tadej Pogačar, Sieger der Tour de France 2020, der in der vorletzten Runde angegriffen hatte, eingeholt worden war, zerriss das Vorderfeld, und Julian Alaphilippe startete seine siegreiche Attacke. Dahinter bildete sich eine fünfköpfige Verfolgergruppe, deren Sprint Wout van Aert vor Marc Hirschi gewann.
Es gingen 177 Fahrer aus 43 Nationen an den Start, von denen 88 klassiert wurden. Zu den Fahrern, die das Ziel nicht erreichten, zählten unter anderem die Deutschen John Degenkolb, Jonas Koch, die Österreicher Tobias Bayer, Marco Friedrich, Markus Wildauer, Felix Gall, Riccardo Zoidl und die Schweizer Michael Albasini, Silvan Dillier, Simon Pellaud und Michael Schär. Der Deutsche Nikias Arndt war nicht gestartet. Der Kasache Alexei Luzenko konnte nicht an den Start gehen, weil er zwei Tage vor dem Rennen positiv auf COVID-19 getestet worden war.

## Medaillenspiegel
| Rang  | Land        | Gold | Silber | Bronze | Gesamt |
| ----- | ----------- | ---- | ------ | ------ | ------ |
| 1     | Niederlande | 2    | 1      | 1      | 4      |
| 2     | Italien     | 1    | –      | 1      | 2      |
| 3     | Frankreich  | 1    | –      | –      | 1      |
| 4     | Belgien     | –    | 2      | –      | 2      |
| 5     | Schweiz     | –    | 1      | 2      | 3      |
| Total | Total       | 4    | 4      | 4      | 12     |

## Aufgebote

### Bund Deutscher Radfahrer
- Frauen: Lisa Brennauer, Kathrin Hammes, Romy Kasper, Lisa Klein, Franziska Koch, Liane Lippert, Trixi Worrack. Ersatzfahrerinnen: Hannah Ludwig, Mieke Kröger
- Männer: Nikias Arndt, John Degenkolb, Nico Denz, Simon Geschke, Jonas Koch, Paul Martens, Tony Martin, Nils Politt, Maximilian Schachmann, Jasha Sütterlin, Georg Zimmermann. Ersatzfahrer: Alexander Krieger, Marcel Meisen, Florian Stork, Max Walscheid, Justin Wolf

### Österreichischer Radsport-Verband
- Frauen: Sarah Rijkes, Angelika Tazreiter, Anna Kiesenhofer
- Männer: Tobias Bayer, Matthias Brändle, Marco Friedrich, Felix Gall, Lukas Pöstlberger, Sebastian Schönberger, Markus Wildauer, Riccardo Zoidl

### Swiss Cycling
- Frauen: Elise Chabbey, Melanie Maurer, Marlen Reusser, Noemi Rüegg
- Männer: Michael Albasini, Silvan Dillier, Enrico Gasparotto, Marc Hirschi, Stefan Küng, Simon Pellaud, Michael Schär. Ersatzfahrer: Mathias Frank, Fabian Lienhard

### Fédération du Sport Cycliste Luxembourgeois
- Frauen: Nina Berton, Claire Faber, Christine Majerus
- Männer: Ben Gastauer